# جان (لاعب كرة قدم)
جان (بالبرتغالية: Jean Ferreira Narde‏) هو لاعب كرة قدم برازيلي في مركز قلب الدفاع، ولد في 18 نوفمبر 1979 في فييرا دي سانتانا في البرازيل. لعب مع إف سي موسكو ودينامو موسكو وروبين قازان وغريميو بورتو أليغرينزي ونادي ساتورن رامنسكوي ونادي ساو باولو ونادي فلامنغو ونادي فيتوريا ونادي كورينثيانز.

## وصلات خارجية
- جان (لاعب كرة قدم) على موقع قاعدة بيانات كرة القدم.إي يو (الإنجليزية)
- جان (لاعب كرة قدم) على موقع Soccerway.com (الإنجليزية)